# کفچه‌نوک اوراسیایی

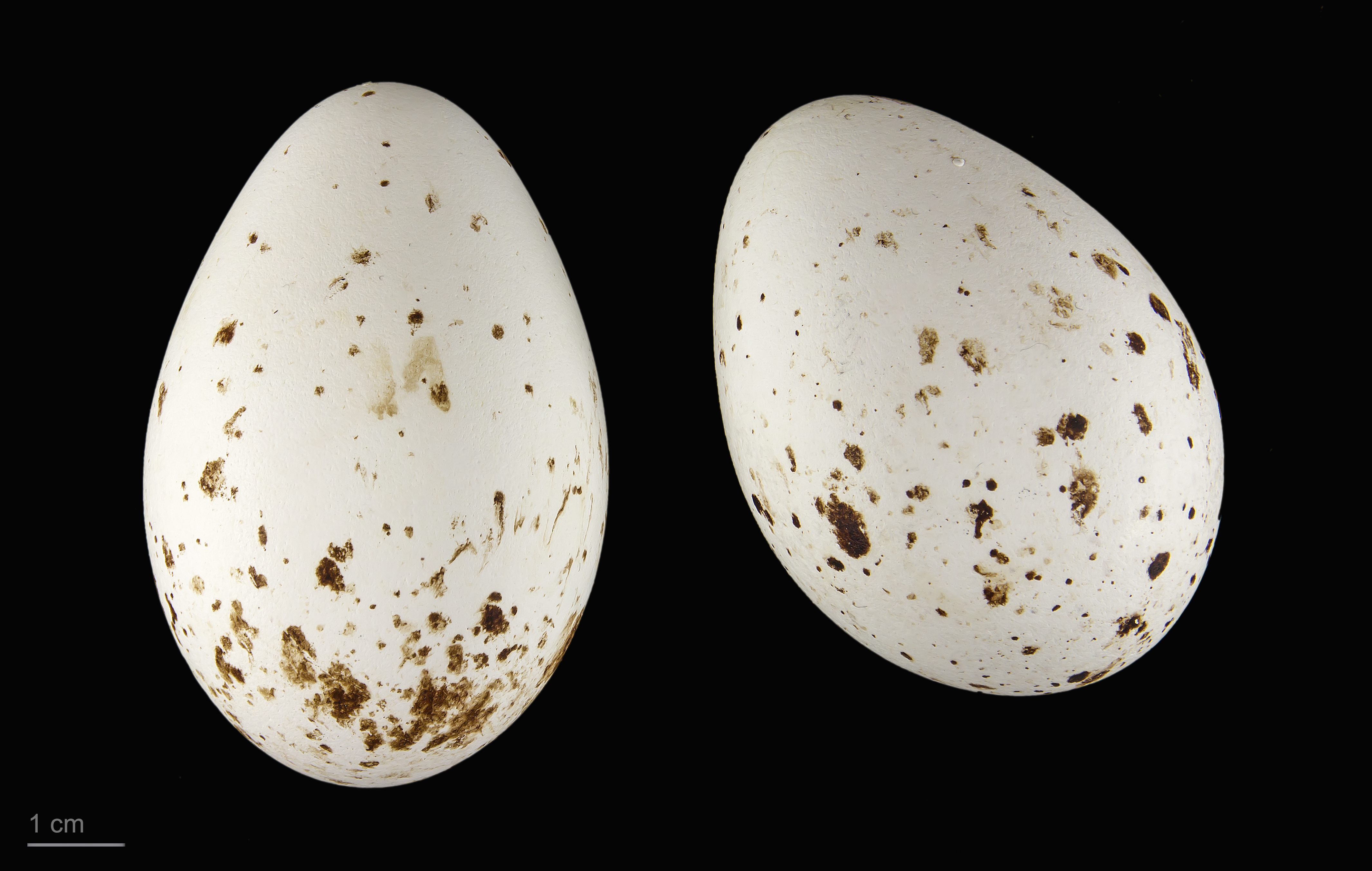
Platalea leucorodia

کفچه‌نوک اوراسیایی (نام علمی: Platalea leucorodia) نام یک گونه از سرده کفچه‌نوک‌ها است.